# Copa América 1937
Copa América 1937 – czternaste mistrzostwa kontynentu południowoamerykańskiego, odbyły się w dniach 27 grudnia 1936 – 1 lutego 1937 roku po raz piąty w Argentynie. Boliwia zrezygnowała, co spowodowało, że w turnieju po raz pierwszy grało sześć zespołów. Grano systemem każdy, z każdym, a o zwycięstwie w turnieju decydowała końcowa tabela.

## Uczestnicy

### Argentyna
| Zawodnik                  | Klub                            |
| ------------------------- | ------------------------------- |
| Fernando Bello            | CA Independiente                |
| Héctor Blotto             | Estudiantes La Plata            |
| Roberto Eugenio Cherro    | Boca Juniors                    |
| Bartolomé Colombo         | Argentinos Juniors Buenos Aires |
| Alberto Cuello            | River Plate                     |
| Vicente de la Mata        | Central Córdoba Rosario         |
| Raúl Florio Emeal         | Ferro Carril Oeste              |
| Juan Alberto Estrada      | CA Huracán                      |
| Luis María Fazio          | CA Independiente                |
| Bernabé Ferreyra          | River Plate                     |
| Enrique García            | Racing Club de Avellaneda       |
| Enrique Guaita            | Racing Club de Avellaneda       |
| Juan Carlos Iribarren     | Chacarita Juniors               |
| Ernesto Lazzatti          | Boca Juniors                    |
| Celestino Martínez        | CA Independiente                |
| José María Minella        | River Plate                     |
| Carlos Desiderio Peucelle | River Plate                     |
| Antonio Sastre            | CA Independiente                |
| Alejandro Scopelli        | Racing Club de Avellaneda       |
| Oscar Tarrío              | San Lorenzo de Almagro          |
| Francisco Antonio Varallo | Boca Juniors                    |
| Alberto Máximo Zozaya     | Estudiantes La Plata            |
| Trener: Manuel Seoane     |                                 |

1. ↑  Vicente de la Mata 31 stycznia 1937 przeszedł do klubu Independiente.

### Brazylia
| Zawodnik                      | Klub                         |
| ----------------------------- | ---------------------------- |
| AFONSINHO – Afonso Guimarães  | São Cristóvão Rio de Janeiro |
| BAHÍA – Antonio Almeida       | Madureira Rio de Janeiro     |
| José Augusto BRANDÃO          | SC Corinthians Paulista      |
| Herminio de BRITTO            | SC Corinthians Paulista      |
| Héitor CANALLI                | Botafogo FR                  |
| CARDEAL – Sezefredo da Costa  | 9ş Regimento de Infantaría   |
| CARREIRO – João B. Siqueira   | São Cristóvão Rio de Janeiro |
| CARNERA – Domingos Spitalette | Palestra Itália              |
| Carlos Alberto CARVALHO LEITE | Botafogo FR                  |
| JAÚ – Euclides Barbosa        | SC Corinthians Paulista      |
| JURANDYR Correia dos Santos   | Palestra Itália              |
| LUISINHO Oliveira             | Palestra Itália              |
| NARIZ – Alvaro Lopes Cancado  | Botafogo FR                  |
| NIGINHO – Dionisio Fantoni    | Palestra Itália              |
| PATESKO – Rodolfo Barteczko   | Botafogo FR                  |
| REI – José Fontana            | CR Vasco da Gama             |
| ROBERTO Emilio da Cunha       | São Cristóvão Rio de Janeiro |
| TIM – Elba de Padua Lima      | Portuguesa Santista Santos   |
| TUNGA – Sebastião Couto       | Palestra Itália              |
| Alberto ZARZUR                | CR Vasco da Gama             |
| Trener: Adhemar PIMENTA       |                              |

### Chile
| Zawodnik              | Klub                |
| --------------------- | ------------------- |
| Manuel Arancibia      | CSD Colo-Colo       |
| José Avendaño         | Deportes Magallanes |
| Moisés Avilés         | Audax Italiano      |
| Mario Baeza           | ?                   |
| Luis Cabrera          | ?                   |
| Arturo Carmona        | Deportes Magallanes |
| Jorge Córdova         | ?                   |
| Ascanio Cortés        | Audax Italiano      |
| Juan Montero          | CSD Colo-Colo       |
| Tomás Ojeda           | ?                   |
| Luis Ponce            | ?                   |
| Guillermo Riveros     | Audax Italiano      |
| Eduardo Schneberger   | CSD Colo-Colo       |
| Eugenio Soto          | ?                   |
| Raúl Toro             | Santiago Wanderers  |
| Guillermo Torres      | ?                   |
| Trener: Pedro Mazullo |                     |

### Paragwaj
| Zawodnik            | Klub         |
| ------------------- | ------------ |
| Francisco Aguirre   | ?            |
| Juan Simón Amarilla | ?            |
| Diego Ayala         | ?            |
| Marcial Barrios     | ?            |
| Adolfo Erico        | ?            |
| Eligio Esquivel     | ?            |
| Rogelio Etcheverry  | ?            |
| Martín Flor         | ?            |
| Aurelio González    | Club Olimpia |
| Manuel González     | ?            |
| Antonio Invernizzi  | ?            |
| Juan Félix Lezcano  | ?            |
| Raúl Núñez Velloso  | ?            |
| Quiterio Olmedo     | ?            |
| Amadeo Ortega       | ?            |
| Miguel Ortega       | ?            |
| Lorenzo Romero      | ?            |
| Flaminio Silva      | ?            |
| Alberto Vera        | ?            |

### Peru
| Zawodnik                | Klub               |
| ----------------------- | ------------------ |
| Jorge Alcalde           | Sport Boys Callao  |
| Teodoro Alcalde         | Sport Boys Callao  |
| Andrés Álvarez          | ?                  |
| Vicente Arce            | Universitario Lima |
| Segundo Castillo        | Sport Boys Callao  |
| Ricardo Del Río         | ?                  |
| Arturo Fernández        | Universitario Lima |
| Teodoro Fernández       | Universitario Lima |
| Juan Honores            | ?                  |
| Marcos Huby             | ?                  |
| Pedro Ibáñez            | ?                  |
| Orestes Jordán          | Universitario Lima |
| José María Lavalle      | ?                  |
| Adelfo Magallanes       | Alianza Lima       |
| José Morales            | ?                  |
| Arturo Paredes          | Sport Boys Callao  |
| Carlos Portal           | ?                  |
| Alberto Soria           | ?                  |
| Carlos Tovar            | Universitario Lima |
| Juan Valdivieso         | Alianza Lima       |
| Alejandro Villanueva    | ?                  |
| Trener: Alberto Denegri |                    |

### Urugwaj
| Zawodnik                | Klub                      |
| ----------------------- | ------------------------- |
| Raymundo Andriolo       | Club Nacional de Football |
| Enrique Ballestrero     | CA Peñarol                |
| Juan Bautista Besuzzo   | Montevideo Wanderers      |
| Ulises Borges           | Rampla Juniors            |
| Avelino Cadilla         | River Plate Montevideo    |
| Adelaido Camaití        | CA Peñarol                |
| Rodolfo Carreras        | Central Montevideo        |
| Braulio Castro          | CA Peñarol                |
| Galileo Chanes          | CA Peñarol                |
| Oscar Chirimini         | River Plate Montevideo    |
| Eugenio Galvalisi       | Rampla Juniors            |
| Eduardo Ithurbide       | Club Nacional de Football |
| Carlos Martínez         | Rampla Juniors            |
| Agenor Muñiz            | Montevideo Wanderers      |
| Miguel Juan Olivera     | River Plate Montevideo    |
| Juan Emilio Píriz       | Defensor Sporting         |
| Agustín Prado           | CA Bella Vista            |
| José Pedro Roselli      | Sud América Montevideo    |
| Arturo Seoane           | Montevideo Wanderers      |
| Severino Varela         | CA Peñarol                |
| Segundo Villadóniga     | CA Peñarol                |
| Trener: Alberto Suppici |                           |

## Mecze

### Brazylia–Peru
| BRAZYLIA – PERU 3:2 (2:0) |
| --- |
| 27 grudnia 1936, Buenos Aires, Estadio Gasómetro de Boedo (widzów 20 000)                                                                            |
| Sędzia: Alfredo Vargas |
| BRAZYLIA: Rei – Carnera, Jaú – Tunga, Brandăo, Afonsinho – Roberto, Bahía, Niginho, Tim, Patesko                                                     |
| PERU: Valdivieso – A.Fernández, Soria – Tovar, Arce, Jordán (Castillo) – Lavalle, Magallanes (J.Alcalde), T.Fernández, Villanueva (Alvarez), Morales |
| Bramki: 1:0 Roberto 7, 2:0 Afonsinho 30, 2:1 T.Fernández 55, 3:1 Niginho 57, 3:2 Villanueva 58                                                       |

### Argentyna–Chile
| ARGENTYNA – CHILE 2:1 (2:0) |
| --- |
| 30 grudnia 1936, Buenos Aires, Estadio Gasómetro de Boedo (widzów 35 000)                                                      |
| Sędzia: Aníbal Tejada |
| ARGENTYNA: Estrada – Tarrío, Iribarren – Sastre, Minella, Martínez – Peucelle, Varallo, Ferreyra, Scopelli (75 Cherro), García |
| CHILE: Cabrera – Cortés, Córdova (Baeza) – Montero, Riveros, Schneberger – Torres, Carmona, Toro, Avendańo, Ojeda              |
| Bramki: 1:0 Varallo 30, 2:0 Varallo 43, 2:1 Toro 73                                                                            |

### Paragwaj–Urugwaj
| PARAGWAJ – URUGWAJ 4:2 (3:2) |
| --- |
| 2 stycznia 1937, Buenos Aires, Estadio Gasómetro de Boedo (widzów 35 000)                                                                 |
| Sędzia: Virgílio Antônio Fedrighi |
| PARAGWAJ: M.González – Invernizzi, Olmedo – Ayala, M.Ortega, Romero – Etcheverry, Erico, A.González, A.Ortega, Flor                       |
| URUGWAJ: Besuzzo – Seoane, Muńiz – Andriolo, Galvalisi (80 Olivera), Chanes – Castro, Varela, Borges, Villadóniga, Ithurbide (70 Camaití) |
| Bramki: 1:0 A.Ortega 9, 1:1 Varela 16, 1:2 Varela 28, 2:2 A.González 35, 3:2 Erico 38 k, 4:2 A.Ortega 79                                  |

### Brazylia–Chile
| BRAZYLIA – CHILE 6:4 (5:3) |
| --- |
| 3 stycznia 1937, Buenos Aires, Estadio La Bombonera (widzów 20 000) |
| Sędzia: José Bartolomé Macías |
| BRAZYLIA: Jurandir – Nariz, Jaú – Tunga, Brandăo, Canalli (46 Afonsinho) – Roberto, Luizinho, Carvalho Leite (46 Niginho), Tim, Patesko                                  |
| CHILE: Cabrera (Soto) – Cortés, Córdova (Baeza) – Montero, Riveros, Schneberger – Torres, Carmona, Toro, Avendańo, Ojeda                                                 |
| Bramki: 1:0 Patesko 2, 2:0 Carvalho Leite 6, 2:1 Avendańo 19, 2:2 Toro 25, 3:2 Patesko 26, 4:2 Luizinho 30, 5:2 Luizinho 35, 5:3 Riveros 40, 6:3 Roberto 68, 6:4 Toro 73 |

### Urugwaj–Peru
| URUGWAJ – PERU 4:2 (2:2) |
| --- |
| 6 stycznia 1937, Buenos Aires, Estadio Gasómetro de Boedo (widzów 20 000)                                                               |
| Sędzia: Alfredo Vargas |
| URUGWAJ: Ballestrero (46 Besuzzo) – Cadilla, Muńiz – Martínez, Olivera, Chanes – Castro (46 Píriz), Varela, Chirimini, Roselli, Camaití |
| PERU: Huby – A.Fernández, Soria (Del Río) – Tovar, Castillo, Jordán – Lavalle, Magallanes, T.Fernández, J.Alcalde, Morales              |
| Bramki: 1:0 Camaití 16, 1:1 T.Fernández 29, 2:1 Varela 31, 2:2 Magallanes 40, 3:2 Varela 56, 4:2 Píriz 79                               |

### Argentyna–Paragwaj
| ARGENTYNA – PARAGWAJ 6:1 (3:0)                                                                                               |
| --- |
| 9 stycznia 1937, Buenos Aires, Estadio Gasómetro de Boedo (widzów 42 000)                                                    |
| Sędzia: Aníbal Tejada |
| ARGENTYNA: Estrada – Tarrío, Iribarren (53 Cuello) – Sastre, Minella, Martínez – Peucelle, Varallo, Zozaya, Scopelli, García |
| PARAGWAJ: M.González – Olmedo, Invernizzi- Ayala, M.Ortega, Romero – Etcheverry, Erico, A.González, Esquivel, Silva          |
| Bramki: 1:0 Scopelli 5, 2:0 García 8, 3:0 Zozaya 33, 4:0 Scopelli 54, 5:0 Zozaya 75, 6:0 Zozaya 82, 6:1 A.González 86        |

### Chile–Urugwaj
| CHILE – URUGWAJ 3:0 (1:0) |
| --- |
| 10 stycznia 1937, Buenos Aires, Estadio Gasómetro de Boedo (widzów 18 000)                                                               |
| Sędzia: José Bartolomé Macías |
| CHILE: Cabrera – Cortés, Córdova – Montero, Riveros, Ponce – Torres, Carmona (Ojeda), Toro, Avendańo, Avilés (Arancibia)                 |
| URUGWAJ: Besuzzo – Seoane, Muńiz – Martínez, Olivera (46 Chanes), Carreras – Píriz, Varela, Chirimini (46 Roselli), Villadóniga, Camaití |
| Bramki: 1:0 Toro 17, 2:0 Arancibia 59, 3:0 Toto 83                                                                                       |
| Uwaga: Urugwajski piłkarz Píriz w 85 minucie wyrzucony został z boiska                                                                   |

### Brazylia–Paragwaj
| BRAZYLIA – PARAGWAJ 5:0 (2:0) |
| --- |
| 13 stycznia 1937, Buenos Aires, Estadio Gasómetro de Boedo (widzów 20 000)                                                             |
| Sędzia: José Bartolomé Macías |
| BRAZYLIA: Jurandir (Rei) – Nariz, Jaú – Tunga, Brandăo, Afonsinho (Britto) – Roberto, Luizinho, Carvalho Leite (Niginho), Tim, Patesko |
| PARAGWAJ: M.González – Invernizzi, Olmedo – Aguirre, M.Ortega, Lezcano – Barrios, Erico (Vera), A.González, Silva (A.Ortega), Flor     |
| Bramki: 1:0 Patesko 31, 2:0 Luizinho 42, 3:0 Luizinho 51, 4:0 Carvalho Leite 59, 5:0 Patesko 67                                        |

### Argentyna–Peru
| ARGENTYNA – PERU 1:0 (0:0) |
| --- |
| 16 stycznia 1937, Buenos Aires, Estadio Gasómetro de Boedo (widzów 40 000) |
| Sędzia: Aníbal Tejada |
| ARGENTYNA: Estrada – Fazio, Iribarren – Sastre (84 Blotto), Minella, Martínez (80 Colombo) – Peucelle, Varallo, Zozaya, Cherro (61 De la Mata), García                                          |
| PERU: Honores – A.Fernández (T.Fernández), Soria – Tovar, Castillo, Jordán – T.Alcalde, Ibáńez (Arce), Alvarez, J.Alcalde, Paredes                                                              |
| Bramki: 1:0 Zozaya 55 |
| Uwaga: W 84 minucie Sastre wyrzucony został z boiska. Bez pozwolenia sędziego zastąpił go Blotto. Z tego powodu po meczu Peru złożyło skargę do władz CONMEBOL, która została jednak odrzucona. |

### Paragwaj–Chile
| PARAGWAJ – CHILE 3:2                                                                                                 |
| --- |
| 17 stycznia 1937, Buenos Aires, Estadio Gasómetro de Boedo (widzów 12 000)                                           |
| Sędzia: Aníbal Tejada                                                                                                |
| PARAGWAJ: M.González – Invernizzi, Lezcano – Ayala, M.Ortega, Esquivel – Amarilla, Erico, Núńez Velloso, Silva, Flor |
| CHILE: Cabrera – Cortés, Córdova – Montero, Riveros, Ponce – Torres, Arancibia (Carmona), Toro, Avendańo, Ojeda      |
| Bramki: Amarilla, Flor, Núńez Velloso – Toro 8, 32                                                                   |

### Brazylia–Urugwaj
| BRAZYLIA – URUGWAJ 3:2 (1:1) |
| --- |
| 19 stycznia 1937, Buenos Aires, Estadio Gasómetro de Boedo (widzów 35 000)                                                                      |
| Sędzia: José Bartolomé Macías |
| BRAZYLIA: Jurandir – Carnera, Jaú – Tunga, Brandăo (Zarzur), Afonsinho – Roberto, Luizinho (Bahía), Carvalho Leite (Niginho), Tim, Patesko      |
| URUGWAJ: Ballestrero – Cadilla, Muńiz – Martínez, Galvalisi, Carreras – Roselli, Varela, Ithurbide (76 Castro), Villadóniga, Camaití (46 Píriz) |
| Bramki: 0:1 Villadóniga 1, 1:1 Carvalho Leite 36, 1:2 Píriz 66, 2:2 Bahía 72, 3:2 Niginho 77                                                    |

### Peru–Chile
| PERU – CHILE 2:2 (2:1) |
| --- |
| 21 stycznia 1937, Buenos Aires, Estadio Gasómetro de Boedo (widzów 8000)                                                                |
| Sędzia: José Bartolomé Macías |
| PERU: Honores – A.Fernández, Soria – Tovar, Castillo, Jordán (Portal) – T.Alcalde, Ibáńez, T.Fernández (Magallanes), J.Alcalde, Paredes |
| CHILE: Cabrera – Cortés, Córdova – Montero, Riveros, Ponce – Torres, Arancibia, Toro, Avendańo (Avilés), Ojeda                          |
| Bramki: 1:0 J.Alcalde 1, 1:1 Torres 16, 2:1 J.Alcalde 26, 2:2 Carmona 70                                                                |

### Urugwaj–Argentyna
| URUGWAJ – ARGENTYNA 3:2 (1:0) |
| --- |
| 23 stycznia 1937, Buenos Aires, Estadio Gasómetro de Boedo (widzów 60 000)                                                                                   |
| Sędzia: Alfredo Vargas |
| URUGWAJ: Ballestrero (46 Besuzzo) – Cadilla, Muńiz – Martínez, Galvalisi, Carreras – Roselli, Varela, Ithurbide, Villadóniga (75 Borges), Camaití (19 Píriz) |
| ARGENTYNA: Estrada – Tarrío, Iribarren – Sastre, Lazzatti (59 Minella), Martínez (76 Colombo) – Peucelle, Varallo, De la Mata (46 Zozaya), Scopelli, García  |
| Bramki: 1:0 Ithurbide 5, 2:0 Píriz 51, 3:0 Varela 58, 3:1 Varallo 63, 3:2 Zozaya 68                                                                          |

### Peru–Paragwaj
| PERU – PARAGWAJ 1:0 (1:0) |
| --- |
| 24 stycznia 1937, Buenos Aires, Estadio Monumental de Núñez (widzów 8 000)                                                     |
| Sędzia: Aníbal Tejada |
| PERU: Honores – A.Fernández, Soria – Tovar, Arce, Jordán – Lavalle, Ibáńez (Magallanes), Alvarez, J.Alcalde (Paredes), Morales |
| PARAGWAJ: M.González – Invernizzi, Lezcano – Ayala, M.Ortega, Esquivel – Amarilla, Vera, Núńez Velloso, A.Ortega, Flor         |
| Bramki: 1:0 Lavalle 43 |

### Argentyna–Brazylia
| ARGENTYNA – BRAZYLIA 1:0 (0:0) |
| --- |
| 30 stycznia 1937, Buenos Aires, Estadio Gasómetro de Boedo (widzów 65 000)                                                                        |
| Sędzia: Aníbal Tejada |
| ARGENTYNA: Bello – Tarrío, Iribarren (46 Fazio) – Sastre, Minella (46 Lazzatti), Martínez – Guaita, Varallo, Zozaya, Scopelli (46 Cherro), García |
| BRAZYLIA: Jurandir – Nariz, Jaú – Tunga (Britto), Brandăo, Afonsinho – Roberto, Bahía (Luizinho), Niginho (Cardeal), Tim, Patesko                 |
| Bramki: 1:0 García 48 |

### Argentyna–Brazylia– decydujący baraż
| ARGENTYNA – BRAZYLIA 2:0 (0:0,0:0) |
| --- |
| 1 lutego 1937, Buenos Aires, Estadio Gasómetro de Boedo (widzów 80 000) |
| Sędzia: Luis Alberto Mirabal |
| ARGENTYNA: Bello – Tarrío, Fazio – Sastre, Lazzatti, Martínez – Guaita, Varallo (84 De la Mata), Zozaya (65 Ferreyra), Cherro (46 Peucelle), García                             |
| BRAZYLIA: Jurandir – Carnera, Jaú – Britto, Brandăo, Afonsinho – Roberto (Carreiro), Luizinho (Bahía), Cardeal (Carvalho Leite), Tim, Patesko                                   |
| Bramki: 1:0 De la Mata 109, 2:0 De la Mata 112 |
| Uwaga: Mecz przed końcem przerwany był na okres 40 minut. Po wnowieniu gry sędzia zakończył spotkanie w 86 minucie. Z powodu remisu 0:0 mecz rozstrzygnięty został po dogrywce. |

## Podsumowanie

### Wyniki
Wszystkie mecze rozgrywano w Buenos Aires na stadionach Gasómetro de Boedo, La Bombonera i Monumental de Núńez
| Brazylia  | 3 – 2 (2-0) | Peru     |
| Argentyna | 2 – 1 (2-0) | Chile    |
| Paragwaj  | 4 – 2 (3-2) | Urugwaj  |
| Brazylia  | 6 – 4 (5-3) | Chile    |
| Urugwaj   | 4 – 2 (2-2) | Peru     |
| Argentyna | 6 – 1 (3-0) | Paragwaj |
| Chile     | 3 – 0 (1-0) | Urugwaj  |
| Brazylia  | 5 – 0 (2-0) | Paragwaj |
| Argentyna | 1 – 0 (0-0) | Peru     |
| Paragwaj  | 3 – 2       | Chile    |
| Brazylia  | 3 – 2 (1-1) | Urugwaj  |
| Peru      | 2 – 2 (2-1) | Chile    |
| Argentyna | 2 – 3 (0-1) | Urugwaj  |
| Peru      | 1 – 0 (1-0) | Paragwaj |
| Argentyna | 1 – 0 (0-0) | Brazylia |

### Końcowa tabela
| Poz | Klub      | Mecze | Zw | Rem | Por | Pkt | BrZd | BrStr |
| --- | --------- | ----- | -- | --- | --- | --- | ---- | ----- |
| 1   | ARGENTYNA | 5     | 4  | 0   | 1   | 8   | 12   | 5     |
| 2   | BRAZYLIA  | 5     | 4  | 0   | 1   | 8   | 17   | 9     |
| 3   | PARAGWAJ  | 5     | 2  | 0   | 3   | 4   | 8    | 16    |
| 4   | URUGWAJ   | 5     | 2  | 0   | 3   | 4   | 11   | 14    |
| 5   | CHILE     | 5     | 1  | 1   | 3   | 3   | 12   | 13    |
| 6   | PERU      | 5     | 1  | 1   | 3   | 3   | 7    | 10    |

Ponieważ dwie drużyny: Brazylia i Argentyna uzyskały jednakową liczbę punktów, rozegrano mecz dodatkowy, rozstrzygający która z tych drużyn zostanie mistrzem.

### Mecz dodatkowy (Finał)
- 01.02.1937

Argentyna – Brazylia 2:0 (0:0, 0:0, 0:0), po dogrywce.
Przed zakończeniem meczu, został on przerwany na 40 minut. Po ponownym rozpoczęciu gry sędzia zakończył spotkanie w 86 minucie. ostatecznie mecz rozstrzygnął się po dogrywce.
Czternastym triumfatorem turnieju Copa América został po raz piąty zespół Argentyny.

### Strzelcy bramek
| Gole | Piłkarze |
| ---- | --- |
| 7    | Toro |
| 5    | Zozaya Varela |
| 4    | Luizinho, Patesko |
| 3    | Varallo Carvalho Leite Píriz |
| 2    | De la Mata, García, Scopelli Niginho, Roberto A.González, A.Ortega T.Fernández, J.Alcalde                                                                           |
| 1    | Afonsinho, Bahía Arancibia, Avendańo, Carmona, Riveros, Torres Amarilla, Erico, Flor, Núńez Velloso Lavalle, Magallanes, Villanueva Camaití, Ithurbide, Villadóniga |

### Sędziowie
| Mecze | Sędziowie                                      |
| ----- | ---------------------------------------------- |
| 6     | Aníbal Tejada                                  |
| 5     | José Bartolomé Macías                          |
| 3     | Alfredo Vargas                                 |
| 1     | Virgílio Antônio Fedrighi Luis Alberto Mirabal |